# Královská akademie sv. Ambrože
Královská akademie svatého Ambrože, mučedníka (lat. Real Academia Sancti Ambrosii Martyris) je vědecko-kulturní institucí s centrem v Itálii. Akademie byla založena roku 2014 a od roku 2016 pracuje pod patronátem dona Duarta Pia, vévody z Braganzy, hlavy portugalské královské rodiny. Prezidentem je Angelo Musa. Akademie má delegace v 16 zemích světa, z nichž většinu tvoří Evropa.

## Historie
Akademie byla založena roku 2014 chev. Angelem baronem Musou jako Šlechtická akademie sv. Ambrože, mučedníka se sídlem ve městě Ferentino v Itálii. Jméno nese po patronu města Ferentina, ale také Milána a Boloně svatém Ambroži, biskupovi v Miláně a jednomu z latinských církevních otců.
V lednu roku 2016 udělil don Duarte Pio, vévoda z Braganzy Akademii královský patronát a Akademie byla přejmenována na Královskou akademii sv. Ambrože, mučedníka.
Během své existence se Královská akademie z Itálie rozšířila do mnoha zemí Evropy i dalších zemí světa.

### Akademie v České republice
V České republice byla Akademie uvedena mší a investiturou v červnu 2019 v bazilice Nanebevzetí Panny Marie v Strahovském klášteře. Slavnost vedl prezident Akademie Angelo baron Musa a zúčastnil se jí tehdejší ministr kultury, doc. Antonín Staněk.

## Činnost
Královská akademie sv. Ambrože, mučedníka se zabývá zejména historií, heraldikou a studiem rytířských řádů.
Královská akademie je neziskovou apolitickou institucí mezinárodního charakteru založenou na křesťanských hodnotách. Snaží se o sblížení laických i studovaných historiků, jednotlivých rytířských řádů a heraldických společností po celém světě za účelem spolupráce a vzájemného dialogu.
V oblasti rytířských řádů se Akademie řídí registrem uznaných rytířských řádů podle Mezinárodní komise rytířských řádů (ICOC).
Dále Akademie spolupracuje na různých charitativních projektech. Jejím hlavním projektem v této oblasti je vytvoření dvou pracovních míst zdravotníků v poutním místě Fátima v Portugalsku, kteří by sloužili poutníkům a věřícím z okolních farností.

## Významní členové
Významnými členy jsou nebo byli např.:
- don Duarte Pio, vévoda z Braganzy (hlava královské rodiny Portugalska)
- princ David Bagration-Mukhrani (hlava královské rodiny Gruzie)
- princ Yuhi VI. (hlava královské rodiny Rwandy)
- don Leopold Isu Nisnoni Raja (hlava královské rodiny Kupang, Indonésie)
- princezna Owana Ka'ōhelelani Kehekili Mahealani-Rose La'anui Salazar (hlava královské rodiny Havaje)
- Rifat Osman Ibrahim, princ Egypta a Turecka
- Muedzul Lail Tan Kiram, 35. sultán Sulu (hlava královské rodiny sultanátu Sulu, Filipíny)
- Kalokuokamaile III. (korunní princ Havaje)
- Michael Kauhiokalani La'anui Salazar, princ Havaje
- Ignace Joseph III. Younan (katolický syrský patriarcha a velmistr patriarchálního řádu sv. Ignáce)
- Craig Murray (ambasador, historik, aktivista)
- Gennadios Stantzios (řecko-ortodoxní metropolita Nilopolisu, Egypt)
- prof. Luigi Borgia (historik a pedagog)
- William H. hrabě Weiss (ambasador a konzul Malty)
- Stanislaw Vladimirovich hrabě Dumin (King of Arms ruského císařského domu Romanovců)
- dr. Pier Felice Degli Uberti (prezident Mezinárodní komise rytířských řádů)
- dr. Paul Perry (americký režisér)
- sir Robert George Alexander Balchin baron Lingfield
- Antonio Pompey (starosta města Ferentino, Itálie)
- dr. Asfa-Wossen Asserate, princ Etiopie
- biskup prof. Franz-Peter Tebartz van Elst
- don Francisco Espinosa Navas (generál španělské civilní obrany)
- reverend Jaime Sancho Andreu, baron de Aula Dei (představený basiliky neposkvrněné Panny ve Valecii, Španělsko)
- dr. Michael F. Feldkamp (německý historik)
- doc. Mgr. Antonín Staněk, Ph.D. (bývalý ministr kultury ČR)